# Hymenophyllum karstenianum
Hymenophyllum karstenianum là một loài thực vật có mạch trong họ Hymenophyllaceae. Loài này được J.W. Sturm miêu tả khoa học đầu tiên năm 1859.